# Magia runica

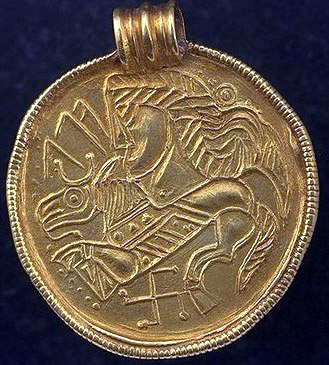
Bratteato G 205 (V-VII secolo) con l'iscrizione alu.

Ci sono prove del fatto che, oltre ad essere un sistema di scrittura, le rune furono utilizzate anche per propositi magici, dalle più antiche epigrafi dell'età del ferro romana a quelle dell'età del ferro germanica, con iscrizioni non linguistiche e la parola alu; un maestro runico sembra essere stata dunque una persona versata nelle arti runiche, comprese quelle magiche.
Il Sigrdrífumál contenuto nell'Edda poetica menziona "rune della vittoria" da incidere su una spada, "alcune sull'impugnatura ed alcune sull'intarsio, e chiamare Týr due volte".
In tempi più moderni, il folclore e la superstizione legati alle rune vennero trasmessi in forma di simboli magici islandesi. All'inizio del XX secolo, il misticismo tedesco crea nuove forme di "magia runica", alcune delle quali continuate o sviluppate da aderenti all'etenismo; gli attuali sistemi di divinazione runica sono basati sull'ermetismo, sull'occultismo e sull'I Ching.

## Testimonianze storiche

### Tacito
È storicamente riconosciuto che i popoli germanici adottavano varie forme di divinazione e mezzi per leggere i presagi. Tacito (Germania 10) ne dà un resoconto dettagliato (98 d.C.):

Attribuiscono la massima importanza al trarre gli Auspicia e al tirare a sorte. La consueta procedura con la sorte è semplice. Staccano un ramo da un albero in frutto e lo tagliano a strisce; queste vengono segnate con diversi simboli e poi lanciate a caso su un telo bianco. In seguito, il prete di stato, se si tratta di un consulto ufficiale, o il padre di famiglia, se si tratta di un consulto privato, offre preghiere agli dei e, rivolgendo lo sguardo in cielo, raccoglie tre strisce, una alla volta, e, a seconda del simbolo con cui erano state segnate, fa la sua interpretazione. Se la sorte vieta un'impresa, quel giorno non viene presa alcuna decisione sul tema in questione. Se invece la permette, è richiesta un'ulteriore conferma traendo gli Auspicia.

Ci si chiede spesso se i "simboli" si riferiscono specificamente alle rune o ad altri segni, entrambe le interpretazioni sono plausibili e Tacito non fornisce sufficienti dettagli per accogliere una decisione definitiva.

### Epigrafia

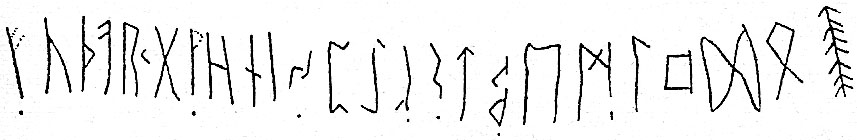
L'iscrizione sulla pietra di Kylver termina con una runa legata impilata che combina sei rune Tiwaz utilizzate per invocare il dio Týr, più quattro rune Ansuz per invocare gli Æsir.

Le rune Ansuz e Tiwaz, in particolare, sembrano aver avuto significati magici nel primo periodo del Fuþark antico. L'istruzione Sigrdrífumál del "chiama Týr due volte" ricorda le doppie o triple rune legate impilate di Týr, trovate, ad esempio, sul Seeland-II-C o sull'amuleto di Lindholm nella sequenza aaaaaaaazzznnn-b- muttt, che oltre al Týr impilato include la ripetizione multipla di Ansuz, ma anche una tripla occorrenza di Algiz e Naudiz.
Molte iscrizioni contengono anche enunciati privi di significato interpretati come canti magici, come "tuwatuwa" (Bratteati di Vadstena e Mariedamm), aaduaaaliia (DR BR42) o g͡æg͡og͡æ (Bratteato di Undley), g͡ag͡ag͡a  (Kragehul I).